# Provinz Las Palmas
Las Palmas ist eine spanische Provinz, bestehend aus den bewohnten kanarischen Inseln Gran Canaria, Fuerteventura, Lanzarote, La Graciosa und den unbewohnten Inseln Alegranza, Montaña Clara, Lobos, Roque del Este und Roque del Oeste. Zusammen mit der Provinz Santa Cruz de Tenerife bildet sie die Autonome Gemeinschaft Canarias. Die Provinz, die nach ihrer Hauptstadt Las Palmas de Gran Canaria benannt ist, ist nicht zu verwechseln mit der ebenfalls zu den Kanaren gehörenden Insel La Palma.
Während die meisten der 50 Provinzen Spaniens jeweils eine Provinzvertretung, -regierung und -verwaltung haben, gibt es in den autonomen Gemeinschaften, die nur aus einer Provinz bestehen (Asturien, Kantabrien, La Rioja, Madrid, Murcia und Navarra), sowie in den autonomen Gemeinschaften der Balearen und der Kanarischen Inseln solche Einrichtungen nicht. Durch das Autonomiestatut von 1982 wurden deren Aufgaben in den Provinzen Santa Cruz de Tenerife und Las Palmas den Einrichtungen der Cabildos bzw. der Comunidád Autónoma de Canarias übertragen. Die Provinzen sind Wahlkreise bei der Wahl zu den Cortes Generales.
Mit 0,81 % der Landfläche Spaniens nimmt Las Palmas den 46. Platz unter den 50 Provinzen ein und hinsichtlich der Bevölkerung mit 2,31 % den 12. Rang.

## Politische Gliederung

### Inseln

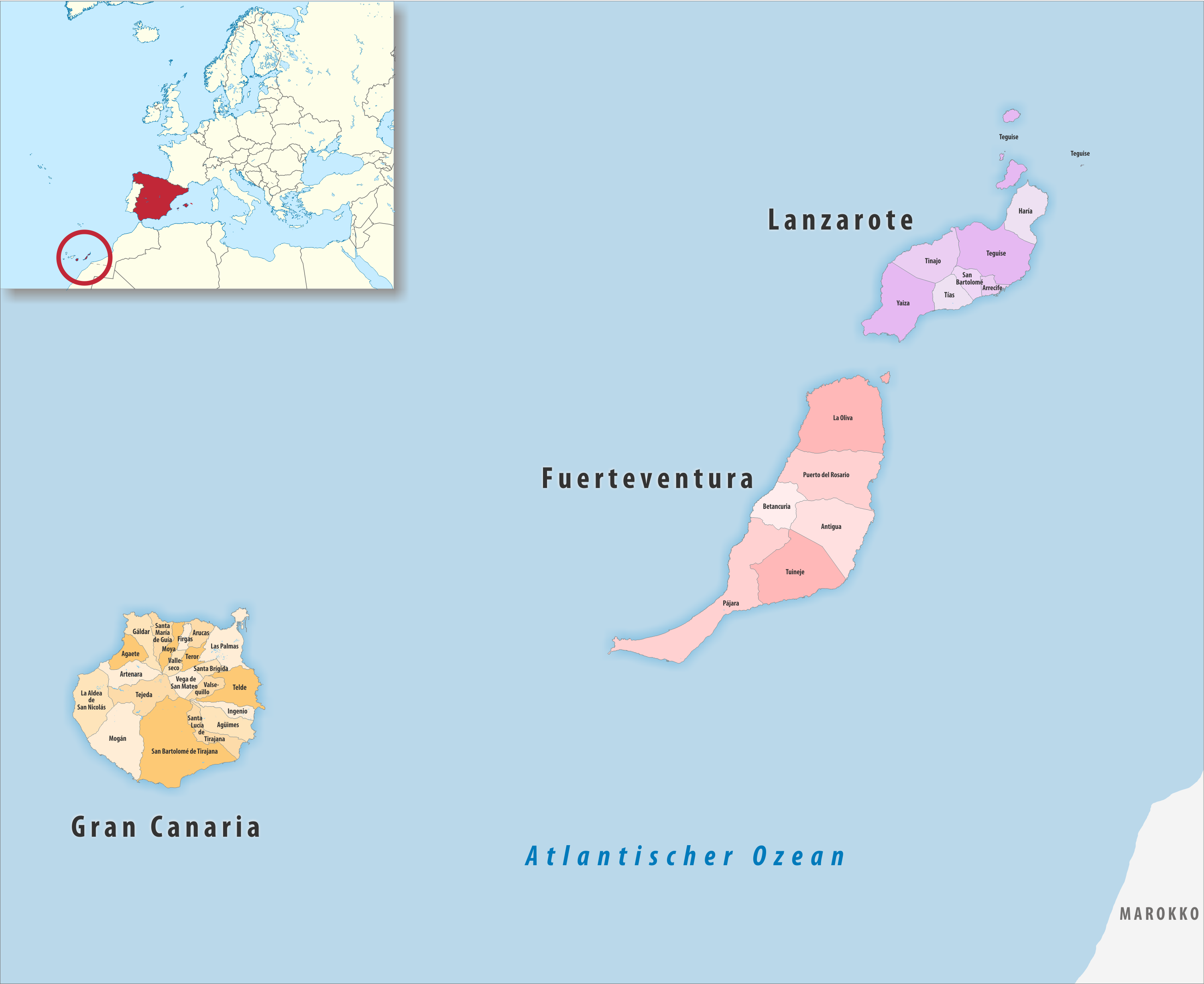
Politische Gliederung der Provinz Las Palmas

| Flagge                               | Insel             | Hauptstadt                 | Anzahl Comarcas | Anzahl Gerichts- bezirke | Anzahl Gemeinden | Einwohner (2024) | Fläche (km²) | Dichte (Einw./km²) |
| ------------------------------------ | ----------------- | -------------------------- | --------------- | ------------------------ | ---------------- | ---------------- | ------------ | ------------------ |
| Flagge der Provinz {{{ProvinzName}}} | Gran Canaria      | Las Palmas de Gran Canaria | 0               | 5                        | 21               | 863.943          | 1.560,11     | 554                |
| Flagge der Provinz {{{ProvinzName}}} | Fuerteventura     | Puerto del Rosario         | 0               | 1                        | 6                | 127.043          | 1.659,74     | 77                 |
| Flagge der Provinz {{{ProvinzName}}} | Lanzarote         | Arrecife                   | 0               | 1                        | 7                | 163.467          | 845,93       | 193                |
| Gesamt Las Palmas                    | Gesamt Las Palmas | Gesamt Las Palmas          | 0               | 7                        | 34               | 1.154.453        | 4.065,78     | 284                |

### Comarcas

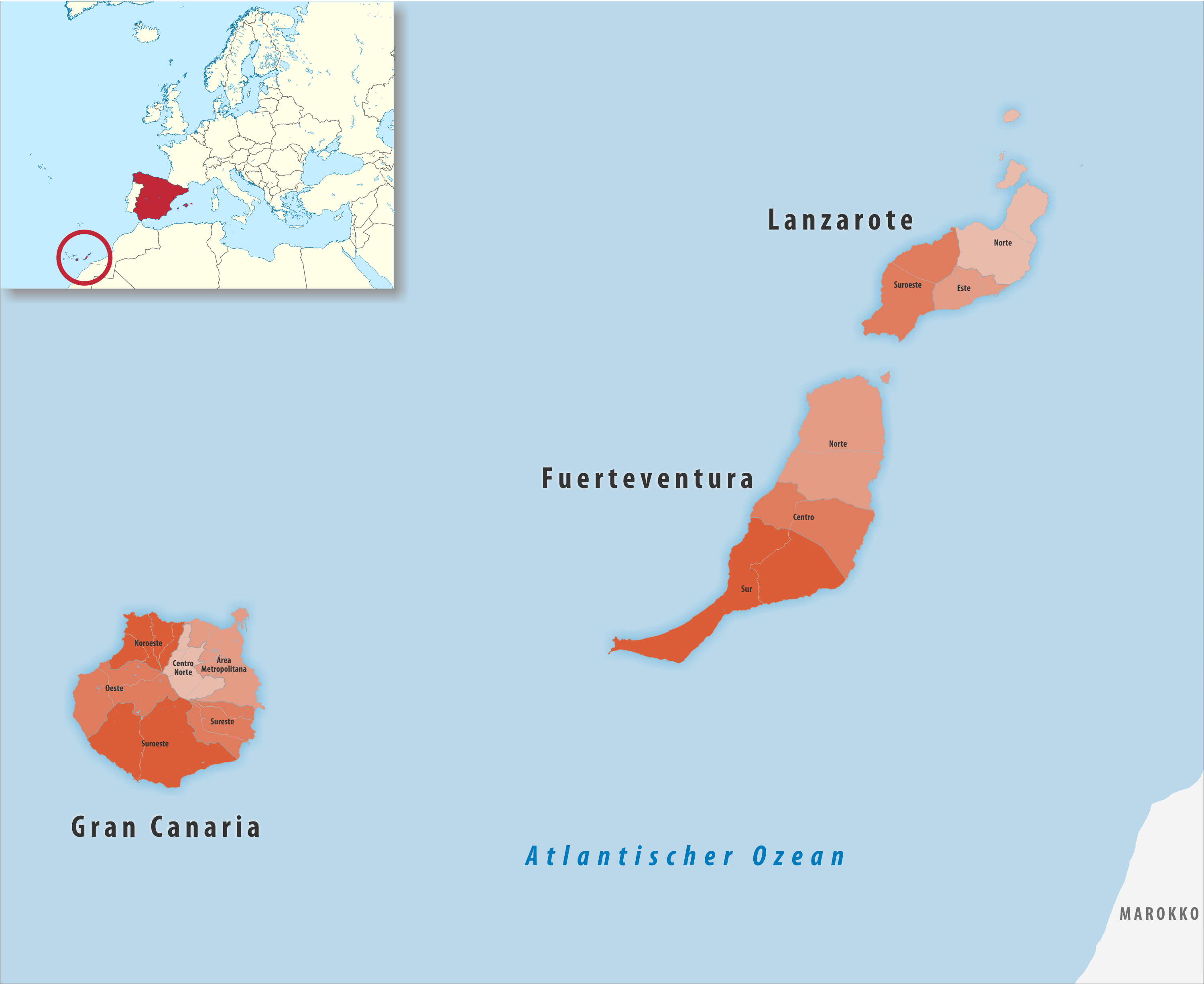
Comarcas in der Provinz Las Palmas

| Comarca                           | Gemeinden | Einwohner (2024) | Fläche km² | Dichte Einw./km² | Hauptort                   |
| --------------------------------- | --------- | ---------------- | ---------- | ---------------- | -------------------------- |
| Área Metropolitana (Gran Canaria) | 4         | 540.790          | 259,80     | 2.082            | Las Palmas de Gran Canaria |
| Centro                            | 2         | 14.644           | 354,20     | 41               | Antigua                    |
| Centro Norte                      | 5         | 41.931           | 140,62     | 298              | Teror                      |
| Este                              | 3         | 109.074          | 128,23     | 851              | Arrecife                   |
| Noroeste (Gran Canaria)           | 4         | 52.603           | 181,55     | 290              | Gáldar                     |
| Norte (Fuerteventura)             | 2         | 74.331           | 646,08     | 115              | Puerto del Rosario         |
| Norte (Lanzarote)                 | 2         | 29.415           | 370,57     | 79               | Teguise                    |
| Oeste                             | 3         | 10.304           | 293,58     | 35               | La Aldea de San Nicolás    |
| Sur (Fuerteventura)               | 2         | 38.068           | 659,46     | 58               | Pájara                     |
| Sureste                           | 3         | 143.024          | 178,99     | 799              | Santa Lucía de Tirajana    |
| Suroeste (Gran Canaria)           | 2         | 75.291           | 505,57     | 149              | San Bartolomé de Tirajana  |
| Suroeste (Lanzarote)              | 2         | 24.978           | 347,13     | 72               | Yaiza                      |
| Provinz Las Palmas                | 34        | 1.154.453        | 4.065,78   | 284              | Las Palmas de Gran Canaria |

### Gerichtsbezirke

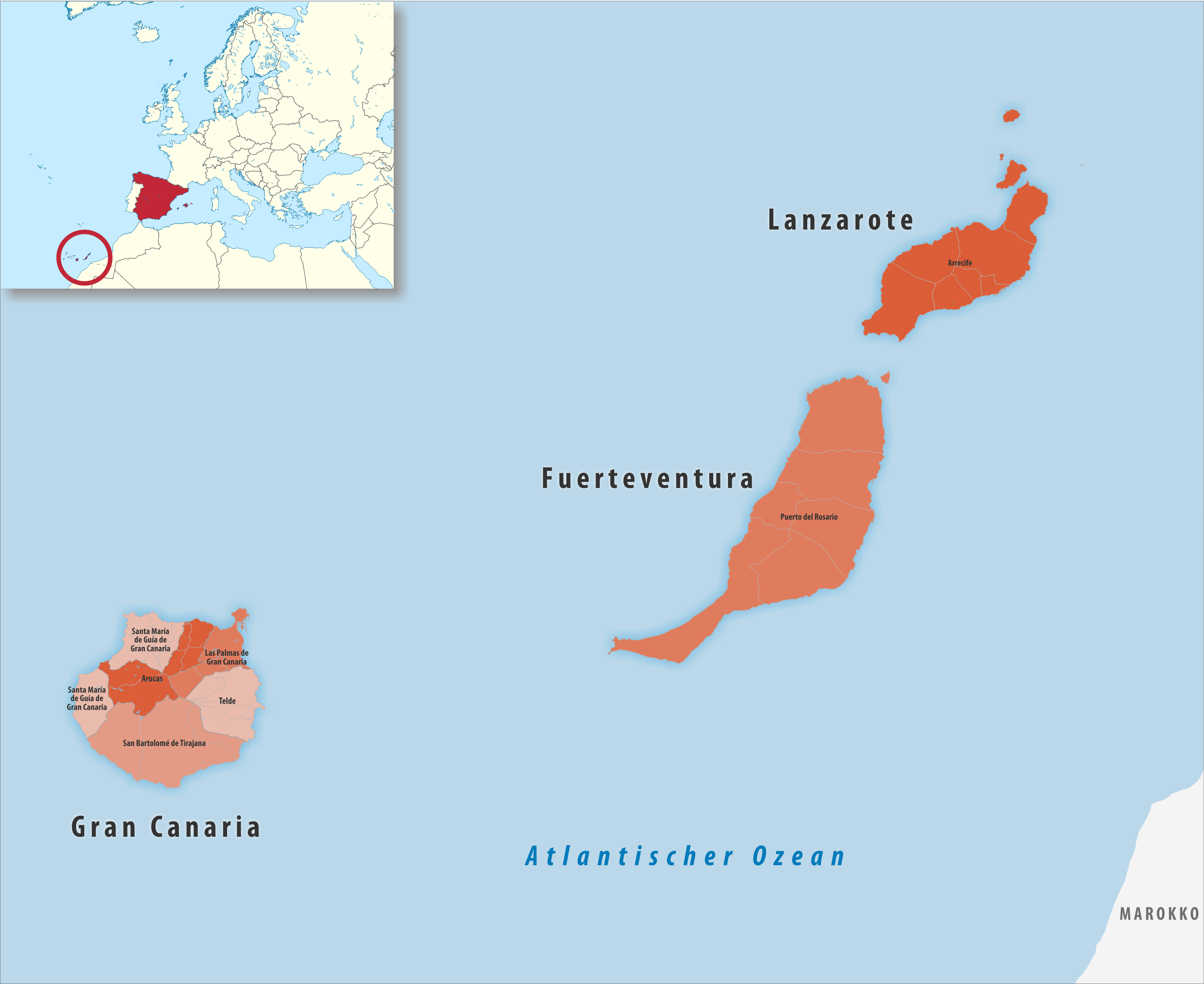
Gerichtsbezirke in der Provinz Las Palmas

| Gerichtsbezirk                      | Gemeinden | Einwohner (2024) | Fläche km² | Dichte Einw./km² | Hauptquartier                       |
| ----------------------------------- | --------- | ---------------- | ---------- | ---------------- | ----------------------------------- |
| Arrecife                            | 7         | 163.467          | 845,93     | 193              | Arrecife                            |
| Arucas                              | 6         | 66.098           | 266,59     | 248              | Arucas                              |
| Las Palmas de Gran Canaria          | 3         | 406.843          | 162,25     | 2.508            | Las Palmas de Gran Canaria          |
| Puerto del Rosario                  | 6         | 127.043          | 1.659,74   | 77               | Puerto del Rosario                  |
| San Bartolomé de Tirajana           | 3         | 152.389          | 567,13     | 269              | San Bartolomé de Tirajana           |
| Santa María de Guía de Gran Canaria | 5         | 60.052           | 305,13     | 197              | Santa María de Guía de Gran Canaria |
| Telde                               | 4         | 178.561          | 259,01     | 689              | Telde                               |
| Provinz Las Palmas                  | 34        | 1.154.453        | 4.065,78   | 284              | Las Palmas de Gran Canaria          |

## Größte Gemeinden
Stand 2024
| Gemeinde                            | Einwohner |
| ----------------------------------- | --------- |
| Las Palmas de Gran Canaria          | 380.436   |
| Telde                               | 102.867   |
| Santa Lucía de Tirajana             | 77.098    |
| Arrecife                            | 68.169    |
| San Bartolomé de Tirajana           | 54.116    |
| Puerto del Rosario                  | 44.638    |
| Arucas                              | 38.936    |
| Agüimes                             | 33.179    |
| Ingenio                             | 32.747    |
| La Oliva                            | 29.693    |
| Gáldar                              | 21.614    |
| Teguise                             | 23.848    |
| Pájara                              | 24.811    |
| Tías                                | 21.462    |
| Mogán                               | 21.175    |
| San Bartolomé                       | 19.443    |
| Santa Brígida                       | 18.551    |
| Yaiza                               | 18.113    |
| Tuineje                             | 16.454    |
| Santa María de Guía de Gran Canaria | 14.135    |
| Antigua                             | 13.832    |
| Teror                               | 12.878    |

Kleinste Gemeinde ist Betancuria mit 812 Einwohnern.